# 世界水フォーラム
世界水フォーラム（せかいみずフォーラム、英: World Water Forum、略称：WWF）は、民間のシンクタンクである世界水会議（World Water Council、略称：WWC）によって運営されている、世界の水問題を扱う国際会議。世界で深刻化する水問題、特に飲料水、衛生問題における世界の関心を高め、水企業、水事業に従事する技術者、学者、NGO、国際連合機関等からの参加で世界の水政策について議論することを目的とする。国際連合主催の正式な会議ではないが、各国の政府関係者や政府代表も多数参加し、閣僚宣言も出されることから、世界の水問題とその政策に関する議論に大きく影響を与えている。
1997年3月に第1回世界水フォーラムがモロッコのマラケシュにて開催されて以降、水フォーラムは「国連水の日」である3月22日を含む期間に3年間隔で開催されてきた。
メキシコで開催された第4回世界水フォーラムでの日本水フォーラムの提唱によって、アジア・太平洋水フォーラムが設立。その活動の一環として、第1回アジア・太平洋水サミットが2007年12月3-4日に大分県別府市で開催された。
水企業との結びつきが強いWWCが開催する世界水フォーラムは水の民営化志向が強く、発展途上国における民営化への反対運動が高まるにつれて、市民団体からの強い批判を受けている。特に水問題で社会運動が活発化しているラテンアメリカを開催地とした第4回メキシコでは、国内外の市民団体の連合が中心となってオルタナティブ・フォーラム（水を守る国際フォーラム）が開催された。

## 主催団体
世界水会議は本部をフランスのマルセイユに置く民間シンクタンク。グローバル規模での水問題に対処を目的として1996年設立された。代表のルイ・フォション（Loic Fauchon）は、フランスきってのグローバル水企業スエズ・リヨネーズ社とヴェオリア・エンバイロメント社の子会社であるマルセイユ水道サービス（SEM）会長でもある。

## 世界水フォーラム

### 第1回世界水フォーラム
1997年3月、モロッコのマラケシュで開催された。

### 第2回世界水フォーラム
2000年3月、オランダのハーグで開催された。本格的な大会となった今回は約5700名が参加した。世界の水危機の解決への取り組むべき課題として、灌漑農業の拡大抑制、水の生産性向上、貯水量の増加、水資源管理制度の改革、流域での国際協力の強化、生態系機能の価値評価、技術革新の支援等を提案した「世界水ビジョン」を発表した。

### 第3回世界水フォーラム
2003年3月16日 - 23日、京都で開催された。アジアで初めてとなる今フォーラムでは、182の国・地域、43の国際機関から約24000人（海外からは6000人）が参加した。水と貧困、水と食料など38の主要課題について討議が行われ、それらを総括した閣僚宣言「琵琶湖・淀川流域からのメッセージ」が発表された。

### 第4回世界水フォーラム
2006年3月16日 - 23日、メキシコシティで開催された。

### 第5回世界水フォーラム
2009年3月16日 - 22日、トルコのイスタンブールで開催された。

### 第6回世界水フォーラム
2012年3月12日 - 17日、フランスのマルセイユで開催された。

### 第7回世界水フォーラム
2015年4月12日 - 17日、韓国の大邱市と慶尚北道で開催された。

### 第8回世界水フォーラム
2018年3月、ブラジルのブラジリアで開催された。南米では初の開催。

### 第9回世界水フォーラム
2021年3月、セネガルのダカールで開催予定。西アフリカでの初開催となる。

## アジア・太平洋水フォーラム

### 第1回アジア・太平洋水サミット[1]
2007年12月3 - 4日、大分県別府市で開催された。

### 第2回アジア・太平洋水サミット
2012年1月、タイのバンコクで開催。
2013年5月19日（日）、5月20日（月）、タイのチェンマイ チェンマイ国際会議展示場（CMICE）で開催。

### 第3回アジア・太平洋水サミット[2]
2017年12月11-12日、ミャンマーのヤンゴンで開催された。

### 第4回アジア・太平洋水サミット[3][4]
2022年4月23-24日、熊本県熊本市にある熊本城ホール及びオンラインで開催された。